# Cell (архитектура)

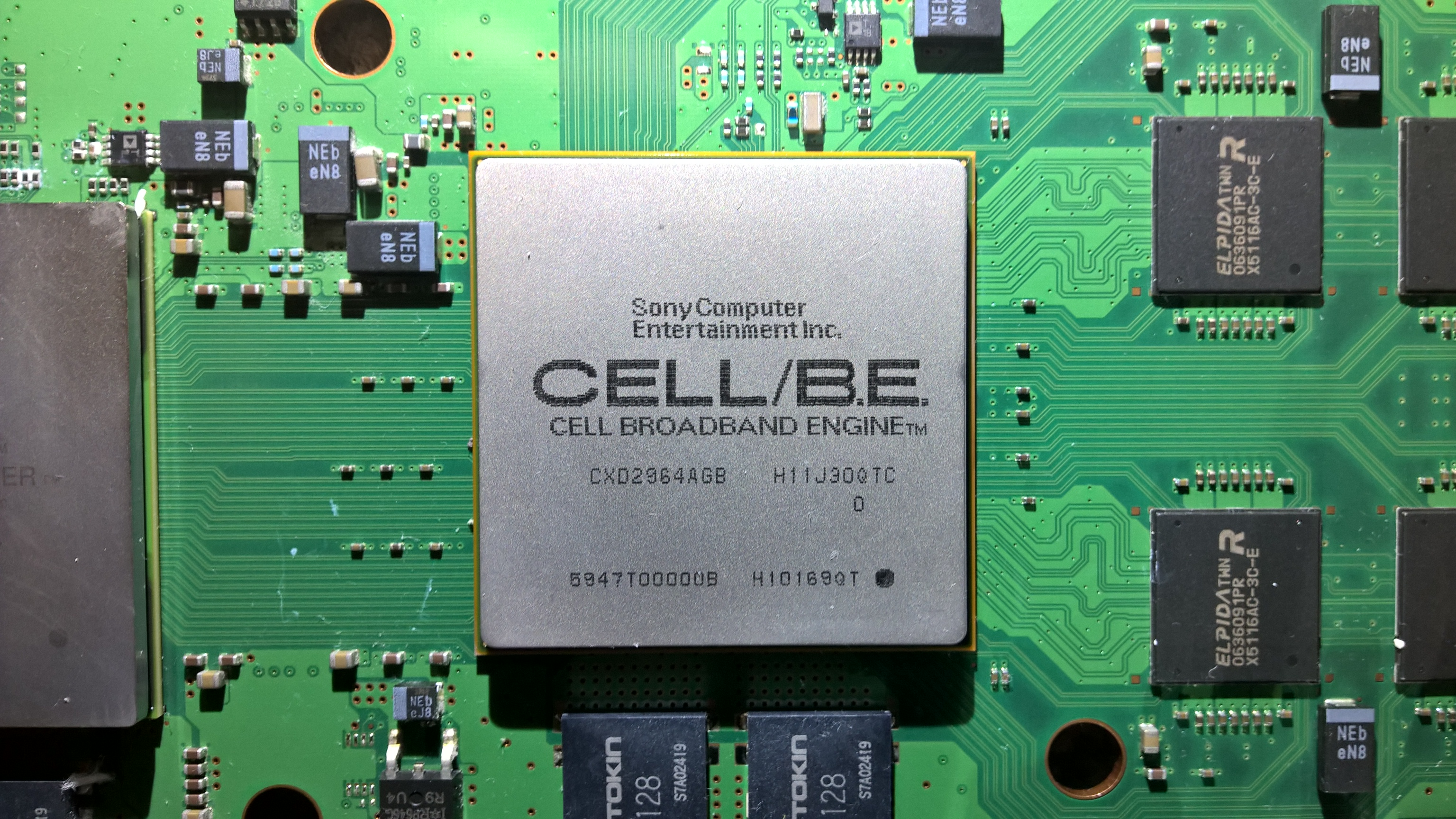
Процессор Cell/B.E., используемый в игровой приставке Playstation 3

Cell (полное название архитектуры: Cell Broadband Engine Architecture, также сокращаемое как CBEA, или, в некоторых случаях, Cell BE) — микропроцессорная архитектура, совместно разработанная Sony, Toshiba и IBM, которые организовали альянс, известный как «STI». Разработка архитектуры и первые прототипы были созданы в STI Design Center за четырёхлетний период с начала марта 2001 года с бюджетом, который, по заявлению IBM, составляет приблизительно 400 млн долл..
Cell совмещает 1 ядро PPE общего назначения архитектуры POWER с 8 SPE сопроцессорами, которые значительно ускоряют обработку мультимедиа и векторных вычислений.
Первое коммерческое применение процессора Cell — в игровой системе Sony PlayStation 3. Toshiba использует Cell в своих домашних HDTV-кинотеатрах. Экзотические возможности (память XDR и шина EIB) позиционируют Cell для будущих приложений в супервычислительном пространстве, которые могут использовать всю мощь процессора в вычислениях с плавающей запятой. IBM объявила о планах использования процессоров Cell как дополнительных карт в мейнфреймах IBM System z9, для возможности использования этих машин в качестве серверов для MMORPG.
Архитектура Cell использует новую технологию когерентности памяти, на которую IBM зарегистрировала большое количество патентов. Эта технология ставит акцент на высокую производительность в пересчёте на один ватт потребляемой мощности. Пропускная способность памяти приоритетна по сравнению с латентностью, а пиковая пропускная способность ядра важнее простоты кода. Из-за этого Cell считается сложной платформой для разработки приложений. IBM предоставляет комплексную платформу разработчика, основанную на Linux, для помощи разработчикам в преодолении этих проблем. Основной проблемой остаётся адаптация существующего программного обеспечения под архитектуру Cell. Несмотря на все сложности, исследования показали, что Cell даёт преимущество в некоторых типах научных вычислений.
В ноябре 2006 года Дейвид Бейдер из Технологического университета Джорджии был избран директором экспертного центра процессоров Cell STI. Этот центр предназначен для создания сообщества Cell-программистов и расширения поддержки Cell со стороны индустрии.

## История
В 2000 году Sony Computer Entertainment, Toshiba Corporation и IBM объединились для разработки и производства процессора Cell. Это объединение стало известно как STI. Центр разработки STI открылся в марте 2001 года. Разработка длилась четыре года, в ней принимали участие более 400 инженеров из трёх компаний при поддержке 11 центров разработки IBM.
За время разработки IBM зарегистрировала большое количество различных патентов, относящихся к архитектуре, процессу изготовления и программирования Cell. Ранняя версия патента включала в себя описание разрабатываемого процессора, состоящего из четырёх «вычислительных элементов», состоящих, в свою очередь, из восьми блоков арифметической обработки каждый.
В окончательной версии процессор называется Cell Broadband Engine (Cell BE), содержит 1 блок «POWERtm Processing Element» (PPE) и 8 блоков «Synergistic Processing Element» (SPE). PPE имеет RISC-архитектуру POWER и предназначен для работы операционной системы, а также координации работы SPE. Последние являются векторными процессорами архитектуры SIMD. На частоте 3,2 ГГц каждый SPE имеет теоретическую производительность 25,6 GFlops, а 8 SPE позволяют достигать 200 GFlops
.
Несмотря на то что номинальная частота процессора 4 ГГц, корректная его работа возможна на частотах вплоть до 5,6 ГГц.
Изначально для производства процессора использовалась 90-нм технология КНИ(SOI), но в марте 2007 года IBM объявила о запуске производства Cell по 65-нм технологии на своём заводе в Восточном Фишкилле, штат Нью-Йорк (США). И в феврале 2008 IBM заявила, что будет производить Cell по технологии 45 нанометров.
Следующее развитие процессора — поколение PowerXCell 32iv, выпуск которого был запланирован на 2010 год. Количество PPE-элементов в нём увеличено в 2 раза, а SPE — в 4, производиться он будет по техпроцессу 45 нм SOI (кремний на изоляторе). Однако в ноябре 2009 года официальные представители IBM заявили, что разработка нового поколения процессоров Cell с 32 SPE-элементами прекращена. Но это не означает, что развитие других, будущих продуктов семейства Cell остановлено.

## Коммерческое использование
В мае 2005 года было заявлено об использовании Cell в игровых приставках Sony PlayStation 3. Рабочая частота была снижена до 3,2 ГГц, а количество доступных SPE ядер — до 7 (одно ядро зарезервировано для нужд ОС). Одно из восьми ядер заблокировано для повышения выхода рабочих процессоров, и таким образом удалось существенно снизить цену). Эти процессоры производились по 90 нм технологии.
Осенью 2006 года компания IBM выпустила блейд-сервер QS20, оборудованный двумя процессорами Cell BE. Модули QS22, оборудованные двумя процессорами PowerXCell 8i (модифицированная версия Cell BE с аппаратной поддержкой вычислений двойной точности), используются в суперкомпьютере IBM Roadrunner.
На базе процессора Cell был разработан упрощённый процессор SpursEngine фирмы Toshiba для выполнения мультимедийных задач, таких, как кодирование видеопотока AVCHD.

## Характеристики
- Теоретическая производительность: 218 GFlops
- 90-нм технологический процесс (первая ревизия)
- 234 млн транзисторов
- 221 мм²
- частота: 3,2—5,6 ГГц
- Напряжение: 0,9—1,3 В
- Тепловыделение:
  - 80 Вт (4 ГГц, 1,1 В)
  - 180 Вт (5,3 ГГц, 1,3 В)
- Корпус: BGA 42,5×42,5 мм
- Сокет: 1236 контактов
- Межпроцессорная шина Flex I/O 32 ГБ/с на ввод, 44,8 ГБ/с на вывод.
- интегрированный двухканальный контроллер памяти XDR RAM 25 ГБ/с.
- Процессор третьей ревизии — изготовление по 45-нм техпроцессу. PPE состоит из двух процессорных ядер, поддерживает набор команд AltiVec, кеш-память 1-го уровня 64 КБ, кеш-память 2-го уровня 512 КБ, 11-стадийный конвейер. SPE 21 млн транзисторов, 256 КБ локальной памяти, контроллер DMA.